# Hedden-Berg
Der Hedden-Berg ist ein 1515 m hoher Nunatak im ostantarktischen Königin-Maud-Land. Er ragt 1,5 km nördlich des Bergs Brattskarvet in der Sverdrupfjella auf.
Entdeckt und benannt wurde er bei der Deutschen Antarktischen Expedition 1938/39 unter der Leitung des Polarforschers Alfred Ritscher. Namensgeber ist Karl Hedden, Matrose an Bord des Expeditionsschiffs Schwabenland, der bei dieser Forschungsreise einen Kameraden vor dem Ertrinken gerettet hatte.